# Enacantha
Enacantha là một chi chuồn chuồn kim trong họ Coenagrionidae.

## Các loài
Enacantha omvat 1 soort:
- Enacantha caribbea Donnelly & Alayo, 1966